# Lazăr Edeleanu

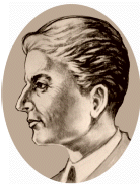
Lazăr Edeleanu

Lazăr Edeleanu (* 1. September 1861 in Bukarest; † 7. April 1941 ebenda) war ein rumänischer Chemiker.

## Leben und Werk
Edeleanu stammte aus einer jüdischen Familie. Er promovierte von 1883 bis 1887 an der Universität Berlin unter August Wilhelm von Hofmann mit einer Arbeit zur Erstsynthese des Amphetamins, die ihm am 18. Januar 1887 gelang. Da die psychotrope Aktivität des Amphetamins erst in den 1920er Jahren entdeckt wurde, schenkte man diesem Fund zunächst keine große Aufmerksamkeit.
Schnell Bedeutung erlangten dagegen weitere Entdeckungen, wie sein Schwefeldioxid-Extraktionsprozess, welcher den Grundstein für die 1910 von Edeleanu gegründete „Allgemeine Gesellschaft für Chemische Industrie“ legte. 1930 wurde die Firma aufgrund der steigenden Bekanntheit des Namens „Edeleanu“ umbenannt in Edeleanu GmbH. 1937 wurde die Firma von der Deutschen Erdöl-AG aufgekauft, wechselte dann mehrmals den Besitzer und wurde schließlich im Jahre 2002 von der ThyssenKrupp Uhde GmbH unter Ausschluss des Leipziger Firmenteils aufgekauft. Innerhalb der Gesellschaft stellt sie nun den Bereich Raffinerietechnik. Bis in die heutige Zeit ist das Kerngeschäft die Entschwefelung und Raffinierung geblieben. Der Leipziger Firmenteil ging unter Verlust des Namens Edeleanu als EDL Anlagenbau Gesellschaft mbH an die Pörner-Gruppe in Wien.